# Pseudoplanodes xenoceroides
Pseudoplanodes xenoceroides là một loài bọ cánh cứng trong họ Cerambycidae.